# Cannon Falls
Cannon Falls é uma cidade localizada no estado americano de Minnesota, no Condado de Goodhue.

## Demografia
Segundo o censo americano de 2000, a sua população era de 3795 habitantes.
Em 2006, foi estimada uma população de 4038, um aumento de 243 (6.4%).

## Geografia
De acordo com o United States Census Bureau tem uma área de
10,6 km², dos quais 10,4 km² cobertos por terra e 0,2 km² cobertos por água. Cannon Falls localiza-se a aproximadamente 239 m acima do nível do mar.

## Localidades na vizinhança
O diagrama seguinte representa as localidades num raio de 16 km ao redor de Cannon Falls.